# Alessio Di Chirico
Alessio Di Chirico, född 12 december 1989 i Rom, är en italiensk MMA-utövare som sedan 2016 tävlar i mellanvikt i organisationen Ultimate Fighting Championship.